# The Electric Alarm
The Electric Alarm é um filme curto note-americano de 1915, do gênero drama, dirigido por Tod Browning e distribuído por Mutual Film Corporation.

## Elenco
- A. E. Freeman - Ryley
- Charles Gorman - Dick Ray
- Lucy Payton - mãe de Mary
- Lilian Webster - Mary